# Neocollyris subtilef1avescens
Neocollyris subtilef1avescens is een keversoort uit de familie van de loopkevers (Carabidae). De wetenschappelijke naam van de soort is voor het eerst geldig gepubliceerd in 1913 door Horn.